# Soñeiro
Soñeiro (llamada oficialmente San Xián de Soñeiro) es una parroquia española del municipio de Sada, en la provincia de La Coruña, Galicia.

## Otro nombre
La parroquia también se denomina San Julián de Soñeiro.

## Entidades de población
Entidades de población que forman parte de la parroquia:
- Alborelle
- As Valías
- Campo de Sar
- Coiro
- Costa
- Espiritusanto (O Espírito Santo)
- Os Cabildos (Os Cabidos)
- Mandín, formado por la unión de las aldeas de:
  - Mandín
  - Villablanca (Vilabranca)
- Agra
- As Agras
- A Cova
- Fonte Boa
- Fonte da Vila

## Demografía
| Gráfica de evolución demográfica de Soñeiro entre 2000 y 2019 |
|                                                               |
| Datos según el nomenclátor publicado por el INE.              |